# Chaitophorus quercifoliae
Chaitophorus quercifoliae är en insektsart som först beskrevs av Fitch 1851.  Chaitophorus quercifoliae ingår i släktet Chaitophorus och familjen långrörsbladlöss. Inga underarter finns listade i Catalogue of Life.